# Yiyang
Yiyang is een stad in de gelijknamige prefectuur in de zuidelijke provincie Hunan, Volksrepubliek China. Bij de volkstelling van 2020 had de stad 758.408 inwoners, de gehele prefectuur had 3.851.564 inwoners.